# Organisme professionnel de prévention du bâtiment et des travaux publics
 (février 2023).
L’Organisme professionnel de prévention du bâtiment et des travaux publics (ou OPPBTP) est un organisme français administré paritairement par des représentants des salariés et des employeurs. Il a pour mission de sensibiliser les professionnels du bâtiment et des travaux publics pour prévenir les accidents du travail et les maladies à caractère professionnel, et améliorer les conditions de travail.

## Historique
Le 9 août 1947, par arrêté, le ministère du travail crée l’OPPBTP pour répondre à une accidentologie plus élevée dans le secteur du BTP que dans les autres secteurs. Les missions de l’Organisme professionnel de prévention du Bâtiment et des Travaux Publics sont alors la prévention des risques professionnels sur les chantiers et le contrôle de l’application de la réglementation dans le secteur du BTP.
Le 4 juillet 1985, par le décret n° 85-682, le rôle de l’OPPBTP est reformé. L’organisme professionnel abandonne son rôle de contrôle sur l’application des réglementations et concentre son activité sur le conseil auprès des entreprises du BTP portant sur la prévention des maladies professionnelles, des accidents du travail et de l’amélioration des conditions de travail. Le décret modifie le financement de l’organisme par une adhésion obligatoire pour les entreprises relevant des caisses de congés payés des professions du BTP. La cotisation s’élève à 0,11 % de la masse salariale de chaque entreprise.
Le 28 août 2007, le décret n° 2007-1284 modifie le décret n° 85-682 du 4 juillet 1985. Le rôle de l’OPPBTP s’ouvre désormais à l’ensemble de l’espace européen et ses missions s’étendent à l’ensemble des acteurs de la construction.

## Gouvernance paritaire
L’OPPBTP est un organisme paritaire dont la gouvernance est assurée par des représentants des organisations professionnelles et syndicales des secteurs de la construction.
Le conseil du comité national est composé des représentants des salariés (CFDT, CFE-CGC, CFTC, CGT et FO), des représentants des employeurs (CAPEB, FFB, FNSCOP et FNTP), d’un représentant du ministère chargé du travail, du secrétaire général, du président et du vice-président ainsi que d’un représentant de la Cnamts.

## Implantation
L’OPPBTP couvre l'ensemble du territoire national. L’organisme est représenté par 14 agences et 7 bureaux régionaux.

### Agences régionales
Chaque agence est composée d’un chef d’agence, d’un assistant d’agence, d’un ingénieur prévention, de conseillers en prévention, d’un gestionnaire de formation et de formateurs.

## Domaines d’intervention
L’OPPBTP intervient dans les domaines de l’amélioration des indicateurs de suivi sur la santé au travail, l’analyse les causes des risques professionnels, la conduite des études sur les conditions de travail.
De plus, l’OPPBTP participe à l’élaboration de la réglementation et réalise une veille active sur la prévention des risques professionnels.
Par ailleurs, l’organisme professionnel a pour mission de proposer aux pouvoirs publics des mesures permettant de limiter les risques professionnels et susciter des initiatives aux professionnels pour améliorer les procédés de sécurité.